# Les Monstres et les Critiques
Les Monstres et les Critiques et autres essais (en anglais The Monsters and the Critics and Other Essays) est un recueil d'essais académiques de l'écrivain et philologue britannique J. R. R. Tolkien, édité de manière posthume en 1983 par son fils Christopher.
Les textes ont été rédigés par J. R. R. Tolkien entre 1931 et 1959, tous dans le cadre de conférences à l'exception de « Traduire Beowulf » ; deux des textes ont été édités pour la première fois dans le recueil, « Sire Gauvain et le Chevalier vert » et « Un vice secret ».
Il regroupe :
- « Beowulf : les monstres et les critiques » (Beowulf: The Monsters and the Critics), une conférence donnée le 25 novembre 1936 à la British Academy, à propos du poème épique en vieil anglais nommé Beowulf ;
- « Traduire Beowulf » (On Translating Beowulf), une préface[1] à la réédition de 1940 de la traduction de Beowulf par John Richard Clark Hall[2], à propos de la traduction depuis le vieil anglais ;
- « Sire Gauvain et le Chevalier vert » (Sir Gawain and the Green Knight), une conférence donnée à l'université de Glasgow le 15 avril 1953, étude du poème médiéval homonyme, que Tolkien avait déjà édité en 1925 et qu'il venait d'achever de traduire en anglais moderne et vers allitératifs, traduction[3] qui a été éditée en 1975 ;
- « Du conte de fées » (On Fairy-Stories), texte d'une conférence prononcée le 8 mars 1939 à l'université de St Andrews, déjà publié en 1947[4], 1964[5], et en France 1974[6], portant sur la nature, les origines et les fonctions du conte de fées ;
- « L'anglais et le gallois » (English and Welsh), conférence inaugurale de la série O'Donnell, prononcée le 21 octobre 1955 à l'université d'Oxford et publiée en 1963[7], sur la relation entre l'anglais et le gallois, avec une analyse du mot welsh (« gallois » en anglais) ;
- « Un vice secret » (A Secret Vice), conférence de 1931 (révisée par la suite) à propos des langues construites, expliquant la genèse du quenya et du sindarin ;
- « Discours d'adieu à l'université d'Oxford » (Valedictory Address to the University of Oxford), prononcé par Tolkien à son départ de l'université d'Oxford le 5 juin 1959.